# Branch (Terra Nova e Labrador)
Branch é uma pequena cidade localizada na província canadense de Terra Nova e Labrador. De acordo com o censo canadense de 2016, a cidade tinha uma população de 228 habitantes.